# Rajah Buayan
Rajah Buayan est une localité de la province de Maguindanao, aux Philippines. En 2015, elle compte 23 652 habitants.